# Sì, buana
Sì, buana је двоструки студијски албум италијанске певачице Мине из 1986. Албум је заузео прво место на топ листи Италије, а продаја је за годину износила 240 хиљада примерака.

## Списак пјесама

### Vol. 1
1. Bella senz’anima — 4:40
2. Che male fa — 4:20
3. Ancora — 4:22
4. Questo piccolo grande amore — 5:20
5. Grease — 3:20
6. E tu come stai? — 5:09
7. Venus — 3:49
8. Buonasera dottore — 4:30
9. Io, domani — 4:40
10. Azzurro — 4:02

### Vol. 2
1. Un cucchiaino di zucchero nel thè — 3:19
2. Via di qua — 4:51
3. Semplicemente tua — 5:03
4. Sotto il sole dell’Avana — 3:52
5. Ritratto in bianco e nero (Retrato em branco e preto) — 5:30
6. Cosa manca — 4:00
7. Domande — 4:28
8. L’altra metà di me — 3:19
9. Ogni tanto è bello stare soli — 4:43
10. Pomeriggio sonnolento — 3:25
11. Secondo me — 2:07

## Позиције на листама
| Листа (1986—1987)         | Највиша позиција |
| ------------------------- | ---------------- |
| Италија (Billboard)       | 4                |
| Италија (Musica e dischi) | 1                |